# Fábri Péter (író)
Fábri Péter (Budapest, 1953. december 21. –) magyar író, költő, dalszövegíró, műfordító.

## Életpályája
1972-ben érettségizett a Szinyei Merse Pál Gimnázium angol szakán. Egyetemi tanulmányait az Eötvös Loránd Tudományegyetem Bölcsészettudományi Karának esztétika–művészettörténet szakán végezte 1973–1978 között. 
1975-1976 között a Magyar Rádió Erről jut eszembe című szórakoztató sorozatának szerkesztője, 1976-ban Latinovits Zoltán Ady című hanglemezének szerkesztője. 1977-1981 között a Belvárosi Ifjúsági Ház Hétfői Színpad című sorozatának művészeti vezetője. 1977-1980 között animációs filmek szinopszisát írta a Pannónia Filmstúdió IV. műterme és Bábműterme számára. (Ebből megvalósultak: Az Ó utca meséje, rendező: Kovács István és Vázák meséi, rendező: Békési Sándor.) 
1984–1985 között a Békéscsabai Jókai Színház, 1989–1990 között a Madách Színház, 1992–1995 között, valamint 2007-2011 között a Kolibri Színház dramaturgja. 1993-1994 között a Magyar Rádió Csapongó című műsorának szerkesztő-műsorvezetője. 1994-től az Artisjus Nyugdíjpénztár igazgatótanács tagja. 1996–1997 között az Appaloosa Software igazgató-helyettese volt. 1996-2007 között az Artisjus Egyesület vezetőségének tagja. 1996–1998 között a Magyar Zeneszerzők Egyesületének elnökségi tagja. 2001–2004 között a Nemzetközi Színházi Intézet Magyar Központjának elnöke. A Magyar Magic (angliai magyar kulturális fesztivál) alkalmából 2004-ben a kortárs magyar színházról kiadott A Shabby Paradise. Contemporary Hungarian Theatre című kiadvány főszerkesztője és szerzője. 
2003-2007 között a Színház- és Filmművészeti Egyetem DLA hallgatója. 2013-2015 között a Mozsár Kávézó Goethe ráér című kulturális beszélgetéssorozatának vezetője. Esszéi, könyv-, színházi és filmkritikái, tárcái és publicisztikái jelentek meg 1973-tól a következő felületeken: Élet és Irodalom, Mozgó Világ, Magyar Nemzet, Magyar Hírlap, Magyar Ifjúság, Holmi, Népszabadság, Magyar Narancs, Revizor Online, Papageno. 2004-2023 között a Művészetek Palotája művészeti tanácsadója. A Szerzői Jogvédő Társaságok Nemzetközi Szövetsége (CISAC) Drámai, Irodalmi és Audiovizuális Szerzők Tanácsának (korábban CIADLV, 2013 óta Writers and Directors Worldwide) 1997-2015 között tagja, illetve két perióduson át elnöke (2001-2005).

## Magánélete
Szülei: Fábri Ervin közgazdász (1924-2002) és Surányi Ibolya előadóművész (1928-2010). 1986-ban feleségül vette Kováts Kriszta színésznőt. Két gyermeke van; Miklós Kornél (1979) és Flóra Júlia (1987).

## Költőként
- Fosztóképzőkkel (1972)[1]
- Átértékelés (1974)[2]
- Napforduló (1987)[3]
- A felkelő Nap háza. Világsláger népdalok. Kottával, eredeti és magyar nyelven; vál., ford., jegyz. Fábri Péter; Fekete Sas, Bp., (2003)[4]

## Prózaíróként
- Folytatásos regény (regény, 1981)[5]
- Az elvarázsolt hangok (mesék, 1986)[6]
- Bámészkodásaim könyve (történetek, 1991)[7]
- Negyvenkilenc nap; Piremon, Debrecen, 1993
- A Tandori taniroda. Kis könyv Tandori Dezső hatvanadik születésnapjára; Polgár, Bp., 1998[8]
- Titkos könyv. 49 nap. Történet; Fekete Sas, Bp., 2002[9]
- Mire megszülettünk. Négykezes önéletrajz (Jolsvai Andrással), Kalligram, 2024[10]

## Tanulmánya
- A színész és a telefonkönyv (A színházi szöveg világa), e-könyv, Kossuth Kiadó, Budapest, 2012[11]

## Színházi munkái

### Íróként
- Az üzlet (1979, r. a szerző, Fővárosi Művelődési Ház)
- A három testőr (1981, zene: Döme Zsolt, r. Szurdi Miklós, Szolnoki Szigligeti Színház)
- Bécsi gyors (1982/1996, zene: Döme Zsolt, r. Iglódi István, Népszínház-Józsefvárosi színház/Vidám Színpad)
- Rinaldo Rinaldini (1992, zene: Gallai Péter, r. Hegedűs D. Géza, Szolnoki Szigligeti Színház)
- Kolumbusz, az őrült spanyol hányattatásai szárazon és vízen[12] (1992, zene: Gallai Péter, r. Novák Ferenc, Fővárosi Operettszínház)
- Az elvarázsolt hangok (1995, r. Michel Indali)
- Az élő álarc (1996, r. Valló Péter, Budapesti Kamaraszínház)
- Alice Csodaországban (1997, zene: Gallai Péter, r. Cseke Péter, Merlin Színház)
- Békafalvy Béka (1999, r. Novák János, Kolibri Színház)
- Macskák társasága (2006, r. Novák János, Kolibri Színház)
- Parszifál titka (2007, r. Novák János, Kolibri Színház)
- A Liszt-faktor (életrajzi játék, 2011. r.: Harsányi Sulyom László, Művészetek Palotája)
- Az aranygyapjas kaland (2019. zene és r.: Novák János, Kolibri Színház)
- Maddalena és Lorenzo[13] (kamaraopera, zene: Wolf Péter) 2024. Rendezte: Kováts Kriszta, Óbudai Társaskör

### Dalszövegíróként
- Rabelais: Gargantüa és Pantagrüel (1977. Zene: Novák János, r. Kazimir Károly, Körszínház)
- Foltyn zeneszerző élete. (MTV, 1980. Zene: Márta István)
- A három testőr (1981. Zene: Döme Zsolt, Szolnoki Szigligeti Színház)
- Heltai Jenő: Lumpáciusz Vagabundusz (1981. Zene: Novák János, r. Bohák György, Debreceni Csokonai Színház)
- Remenyik Zsigmond: Akár tetszik, akár nem (zenés tv-játék, MTV, 1982. Zene: Novák János, r. Felvidéki Judit)
- Csibészopera (1982. Zene: Dékány Endre, Debreceni Csokonai Színház)
- Villa Negra (1986. Zene: Ránki György, Játékszín)
- Grigorij Gorin: Gyalog a holdsugáron - zenés játék, (1987. Zene: Mikó István, r. Halasi Imre, Thália Színház)
- Ariano Suassuna: A kutya testamentuma - zenés játék (1988. Zene: Mikó István, r. Konter László, Zalaegerszegi Hevesi Sándor Színház)
- Szennyes az Óperencia (1990. Zene: Victor Máté, Duna Palota)
- Locs-Pocs és a bolygó hollandi (1992. (Zene: Novák János, Kolibri Színház)
- Marcipán mester. (1993. Zene: Novák János, Kolibri Színház)
- Jeremiás, a hóember (1993. Zene: Novák János, Kolibri Színház)
- Megyeri gyalog galopp (1994. Zene: Novák János, Kolibri Színház)
- Alice Csodaországban (1997, Zene: Gallai Péter, r. Cseke Péter)
- Vajda Katalin: Anconai szerelmesek (1997. [eredeti dalszövegek a darabhoz olasz slágerek zenéjére] r. Valló Péter, Radnóti Színház)
- Füttyös Gyuri, 2009.
- Vajda Katalin: Legyetek jók, ha tudtok (2004. Zene: Gerendás Péter, r. Szegvári Menyhért, Egri Gárdonyi Géza Színház)
- Selma Lagerlöf: A trollgyerek (2014. [eredeti dalszövegek] Zene és r. Novák János, Kolibri Színház)
- Vajda Katalin: Anconai szerelmesek 2 (2014/2024 [eredeti dalszövegek a darabhoz olasz slágerek zenéjére] r. Tasnádi Csaba/Vidákovics Szláven,  Nyíregyházi Móricz Zsigmond Színház/Pécsi Nemzeti Színház

### Fordítóként
- Rainer Werner Fassbinder: A fehér méreg (1990. r. Dér András, Budapesti Kamaraszínház)
- Richard Rodgers - Oscar Hammerstein II - Howard Lindsay - Russel Crouse: A muzsika hangja (1992. [A dalszövegek fordítása], r. Vámos László, Fővárosi Operettszínház)
- William Shakespeare, William Rowley: Merlin születése : avagy a gyermek meglelte atyját (Shakespeare apokrif 1995. r. Novák János, Kolibri Színház)
- Sondheim: Egy kis éji zene / Egy nyári éj mosolya (1997. r. Szirtes Tamás, Madách Színház)
- Calderón: VIII. Henrik (1997. r. Telihay Péter, Radnóti Színház)
- Calderón: A világ nagy színháza[14] (2004. r. Kováts Kriszta, Millenáris Teátrum)
- Reginald Rose: Tizenkét dühös ember (2001. r. Peter Hackett, Miskolci Nemzeti Színház)
- Defoe: Moll Flanders, a szépséges tolvajnő[15] (2003. r. Kováts Kriszta, Millenáris Fogadó)
- Joe DiPietro-Jimmy Roberts: Te édes, de jó vagy, légy más/Ájlávjú(2004. r. Ács János, Madách Színház)
- Gitte Kath-Jakob Mendel: Semmiség (2006. r. Novák János, Kolibri Színház)
- Annie M.G. Schmidt-Fábri Péter: Macskák társasága (Adaptáció, dalszövegek. 2006. r. Novák János, Kolibri Színház)
- Ruzante: A csábító pillangó[16] (Szépművészeti Múzeum, Reneszánsz Év, 2008. r. Kováts Kriszta)
- Guy Krneta: Gabi (2008. r. a Kolibri Színház társulata, Kolibri Színház)
- Asaya Fujita: Bekkanko, a grimaszdémon (Fordítás, dalszövegek. 2008. r. Novák János, Kolibri Színház)
- William Shakespeare: A vihar (2009. r. Rusznyák Gábor, Újvidéki Színház)
- Marivaux: A második váratlan szerelem[17] (2012. r. Kováts Kriszta, Fuga Budapest)
- Ödön von Horváth: Faith, Hope & Charity[18] (Glaube Liebe Hoffnung) A német nyelvű mű műfordítása angolra. Rádiójáték 2020. r. Peter Hackett)

## Hanglemezei
- Megvagyok[19] (Szakácsi Sándor LP. Zene: Gallai Péter. MHV, 1986)
- Ringlispil[20] (Kováts Kriszta LP. Zene: Gallai Péter. MHV, 1986)
- Edith Piaf és Marlene Dietrich slágerei.[21] Kútvölgyi Erzsébet, Hernádi Judit. MHV, 1986. (Hat dal fordítása)
- Suhanó dal[22] (Kováts Kriszta LP. Zene: Gallai Péter. MHV, 1988)
- Titkosírás[23] (Kováts Kriszta CD. Zene: Vedres Csaba. HUNGAROTON, 1994)
- Engem vársz[24] (Kern András CD. Zene: Leonard Cohen. (Cohen dalok fordítása) Valdemár, 1998)
- Kettőspont (Kováts Kriszta, Gallai Péter CD. Zene: Gallai Péter. Valdemár, 1999)
- Önök kérték (Bajor Imre CD. Zene: Wolf Péter. Magneoton, 2000)
- A Felkelő Nap Háza.[25] (Kováts Kriszta CD. Világsláger népdalok. HUNGAROTON, 2002)
- Gyermekjátékok.[26] (Dalok a Kolibri Színház előadásához Breughel képei alapján. Zene: Novák János. Kolibri Színház, 2008)
- Budapest bámészko.[27] (Kováts Kriszta könyv+CD. Nádasdy Ádámmal. Zene: Wolf Péter, Gallai Péter, Vedres Csaba. Kossuth Kiadó, 2014)
- Játékok és szerelmek[28] (Kováts Kriszta könyv+CD. Nyáry Krisztiánnal. Zene: Csuhaj- Barna Tibor, Perger Guszty, Schneider Zoltán. Corvina Kiadó, 2017)
- Álomfejtés[29] (Kováts Kriszta CD. Zene: Szirtes Edina Mókus. Gryllus Kiadó, 2018)
- Zenemozi[30] (Kováts Kriszta CD. Zene: László Attila. Gryllus Kiadó, 2019)
- Biblia show[31] (Kováts Kriszta CD. Zene: Wolf Péter. Gryllus Kiadó, 2020)
- Gyerekszáj (Wolf Kati CD. Zene: Wolf Péter. Gryllus Kiadó, 2020)
- Gyerekszáj 2. (Wolf Kati dalok foglalkoztatófüzetben. Zene: Wolf Péter. Napraforgó Kiadó és Gryllus Kiadó, 2022)
- Még fut a film[32] (Micheller Myrtill CD. Zene: Wolf Péter. Kiadó: Myrtill Jazz Kft.)
- Sommerreise.[33] 24 dal angolul Wolf Péter zenéjére. (Ősbemutató: Zeneakadémia, Liszt Ünnep, 2023. október 16. Előadók: Wolf Kati, Balog József)
- A Reckless Requiem. 8 tétel angolul Wolf Péter zenéjére. (Ősbemutató: Zeneakadémia, Liszt Ünnep, 2023. október 16. Előadók: Szenthelyi Krisztián, Faludi Judit, Wolf Péter)
- Víz-dalok. Kováts Kriszta virtuális CD. Zene: Szirtes Edina Mókus. Gryllus, 2024[34]